# Elevens val
Elevens val var schemalagd tid i grundskolan i Sverige, specialskolan och sameskolan, vars innehåll eleven fick styra över. Eleverna gavs möjlighet att själva välja ett eller flera ämnen att fördjupa och bredda sina kunskaper i. Skolans huvudman kunde även erbjuda nybörjarspråk, där eleverna fick läsa ett språk som de inte fått undervisning i tidigare. Elevens val infördes läsåret 1994–1995, med läroplanen Lpo 94, och ersatte de tidigare tillvalsämnen. Regeringen valde att ersätta elevens val i syfte att frigöra mer tid till andra skolämnen, såsom samhällsorienterande och naturorienterande ämnen. Det var tänkt att elevens val skulle ersättas till höstterminen 2022, men planerna flyttades fram till 1 juli 2024, inför höstterminen 2024.